# Équipe des Antilles néerlandaises de football
Maillots
L'équipe des Antilles néerlandaises de football est une sélection des meilleurs joueurs antillais sous l'égide de la Fédération des Antilles néerlandaises de football active de 1948 à 2010. Selon la FIFA, l'équipe de Curaçao lui succède.
L'équipe regroupait des joueurs de Curaçao et Bonaire, alors qu'Aruba avait quitté la fédération en 1986 pour constituer sa propre équipe. Sint Maarten formait également une équipe distincte, avant même la dissolution des Antilles néerlandaises en 2010.

## Histoire

### Les débuts
Cette sélection est apparue pour la première fois à l'occasion de la Coupe CCCF de 1948, à la suite de la réforme politique réalisée par les Pays-Bas dans ses colonies caribéennes. La NAVU (Nederlands Antilliaanse Voetbal Unie), fondée en 1921, était à l'origine composée de représentants issus des îles d'Aruba et Curaçao, en intégrant par la suite Bonaire. Seule l'équipe de Curaçao avait disputé des rencontres officielles préalablement.

### Succès dans les années 1950 et 60
Sans arriver à être une équipe majeure dans la région, les Antilles néerlandaises ont obtenu quelques succès de prestige dans la décennie de 1950 après avoir notamment participé aux Jeux Olympiques de Helsinki 1952, en devenant la première sélection des Caraïbes à disputer un tournoi olympique de football et la seule, avec Cuba, à partager cet honneur.
Elle s'est aussi distinguée dans la Coupe CCCF après avoir atteint la finale du tournoi en 1960 (battue 4-0 par le Costa Rica), puis dans les Jeux panaméricains de Mexico 1955 où elle obtient la médaille de bronze et surtout dans les Jeux d'Amérique centrale et des Caraïbes où elle s'empare de la médaille d'or à deux reprises (1950 et 1962),.
Dans les années 1960, elle a été deux fois troisième (1963 et 1969) du championnat de la CONCACAF, prédécesseur de l'actuelle Gold Cup de la CONCACAF. En 1968, en vue d'améliorer les résultats de la sélection qui n'a jamais réussi à se qualifier à une Coupe du monde de football, la NAVU passe un accord avec le Combined Counties Football League, une division inférieure du football anglais, afin d'incorporer l'équipe dans la compétition (sans possibilité de montée ou de descente). Néanmoins en raison de frais importants de déplacement conjuguée à la difficulté d'établir un terrain de football aux Pays-Bas, l'idée finit par être abandonnée.

### Scission d'Aruba
En 1986, Aruba se sépare des Antilles néerlandaises, en formant sa propre équipe. En outre, en 1993, se dispute le premier match international de la sélection du territoire de Sint Maarten, qui bien qu'appartenant aux Antilles néerlandaises, a formé sa propre association membre de la CONCACAF.

### Dissolution des Antilles néerlandaises
Le 10 octobre 2010, après des années de discussion politique, les Antilles néerlandaises cessent d'exister comme entité politique. Curaçao et Sint Maarten obtiennent le rang de pays à l'intérieur du Royaume des Pays-Bas (à l'instar d'Aruba depuis 1986), tandis que Bonaire, Saba et Saint-Eustache sont directement rattachées à la métropole (voir îles BES).
Malgré la dissolution, les Antilles néerlandaises continuent d'exister l'espace de quelques semaines en vertu de leur participation à la Coupe caribéenne des nations 2010. Après un dernier match face au Suriname, le 31 octobre 2010, la sélection de football de Curaçao est restituée le 9 février 2011, en assumant la place des Antilles néerlandaises au sein de la FIFA qui la considère comme l'héritière des résultats et du palmarès de cette dernière.

## Résultats

### Parcours
Parcours de l'équipe des Antilles néerlandaises de football en compétitions internationales
| Coupe du monde | Coupe des nations de la CONCACAF / Gold Cup | Coupe caribéenne des nations | Coupe CCCF (1941-1961) |
| --- | --- | --- | --- |
| - 1930 : Non inscrit - 1934 : Non inscrit - 1938 : Non inscrit - 1950 : Non inscrit - 1954 : Non inscrit - 1958 : Tour préliminaire - 1962 : Tour préliminaire - 1966 : Tour préliminaire - 1970 : Tour préliminaire - 1974 : Tour préliminaire - 1978 : Tour préliminaire - 1982 : Tour préliminaire - 1986 : Tour préliminaire - 1990 : Tour préliminaire - 1994 : Tour préliminaire - 1998 : Tour préliminaire - 2002 : Tour préliminaire - 2006 : Tour préliminaire - 2010 : Tour préliminaire | - 1963 : 3e - 1965 : 5e - 1967 : Tour préliminaire - 1969 : 3e - 1971 : Forfait - 1973 : 6e - 1977 : Tour préliminaire - 1981 : Tour préliminaire - 1985 : Tour préliminaire - 1989 : Tour préliminaire - 1991 : Non inscrit - 1993 : Forfait durant les éliminatoires - 1996 : Tour préliminaire - 1998 : Tour préliminaire - 2000 : Tour préliminaire - 2002 : Tour préliminaire - 2003 : Tour préliminaire - 2005 : Forfait durant les éliminatoires - 2007 : Tour préliminaire - 2009 : Tour préliminaire - 2011 : Tour préliminaire | - 1978 : 2e tour préliminaire - 1979 : Non inscrit - 1981 : Non inscrit - 1983 : 2e tour préliminaire - 1985 : Non inscrit - 1988 : Non inscrit - 1989 : 1er tour - 1990 : Tour préliminaire - 1991 : Non inscrit - 1992 : Tour préliminaire - 1993 : Forfait durant les éliminatoires - 1994 : Non inscrit - 1995 : 2e tour préliminaire - 1996 : Forfait durant les éliminatoires - 1997 : 1er tour préliminaire - 1998 : 1er tour - 1999 : 2e tour préliminaire - 2001 : Non inscrit - 2005 : Forfait durant les éliminatoires - 2007 : 1er tour préliminaire - 2008 : 2e tour préliminaire - 2010 : 1er tour préliminaire | - 1941 : Non inscrit * - 1943 : Non inscrit - 1946 : Non inscrit - 1948 : 4e - 1951 : Non inscrit - 1953 : 4e - 1955 : Non inscrit * - 1957 : Non inscrit * - 1960 : 2e - 1961 : 1er tour |

(*) L'équipe de Curaçao joua les éditions de Coupe CCCF de 1941 (3e), 1955 (2e) et 1957 (2e). Aruba disputa celle de 1955 (5e).

### Palmarès
- Coupe des nations de la Concacaf :
  - Troisième en 1963 et 1969.

- Coupe CCCF :
  - Finaliste en 1960[1].

- Jeux panaméricains :
  - Troisième en 1955[2].
- Jeux d'Amérique centrale et des Caraïbes (2) :
  - Vainqueur en 1950[3] et 1962[4].
  - Finaliste en 1959, 1966 et 1970.

## Personnalités historiques

### Anciens joueurs
| - Angelo Cijntje - Shanon Carmelia - Dyron Daal - Giovanni Franken - Ergilio Hato - Leon Kantelberg - Tyrone Loran | - Angelo Martha - Shelton Martis - Robin Nelisse - Daniel Rijaard - Rocky Siberie - Nuelson Wau - Angelo Zimmerman |

### Sélectionneurs
| - 1952 : Antoine Maduro - 1953 : Ángel Botta - 1957-1968 : Pedro Celestino da Cunha - 1970 : Guillermo J. de Haseth - 1973-1976 : Wilhelm Canword - 1978-1981 : Jan Zwartkruis - 1983-1985 : Rob Groener - 1988 : Wilhelm Canword | - 1992 : Jan Zwartkruis - 1996 : Etienne Siliee - 2000 : Henry Caldera - 2004 : Pim Verbeek - 2005-2007 : Etienne Siliee - 2008 : Leen Looijen - 2009-2010 : Remko Bicentini - 2010 : Henry Caldera (intérim) |